# Jesús A. Núñez Villaverde
Jesús A. Núñez Villaverde (Ferrol, 1957) es un experto en geopolítica, economista y exmilitar español.

## Biografía
Pasó su niñez en Padrón (La Coruña).
Economista por la Universidad Autónoma de Madrid y militar retirado (comandante en la reserva), es codirector del Instituto de Estudios sobre Conflictos y Acción Humanitaria (IECAH). Especialista en temas de seguridad, construcción de la paz y prevención de conflictos, con especial atención al mundo árabe-musulmán.
Presidente del Comité Español de la UNRWA (Agencia de las Naciones Unidas para los Refugiados Palestinos) y miembro del Instituto Internacional de Estudios Estratégicos, en inglés: International Institute for Strategic Studies (IISS), sito en Londres.
Es también consultor del Programa de las Naciones Unidas para el Desarrollo (PNUD) en el ámbito de la construcción de la paz y la prevención de conflictos violentos. Vocal de Comité Directivo de Encuentro Civil EuroMed (ECE), desde su creación en 2008.
Ha sido profesor de Relaciones Internacionales en la Universidad Pontificia Comillas.
Es colaborador habitual en diferentes medios de prensa escrita (El País, elDiario.es, infoLibre, El Periódico), radio (RNE) y televisión (TVE, La Sexta y Canal 24 Horas). 
Escribe en el Blog Elcano, dependiente del Real Instituto Elcano.
Junto a Montserrat Domínguez y Enric Juliana fue ganador ex aequo del III premio Lorca, Guerra da Cal, Blanco (Amor al Diálogo y la Concordia), que incluye una escultura de Ramón Conde.
Es patrono de la Fundación Araguaney-Ponte de Cultura.

## Publicaciones

### Libros
- Dáesh, el porvenir de la amenaza yihadista. Madrid : Los Libros de la Catarata, D.L. 2018.  978-84-9097-402-5
- Boko Haram: el delirio del califato en África occidental. Madrid : Los Libros de la Catarata, D.L. 2015.  978-84-9097-030-0
- Recomendaciones de la sociedad civil para la consecución de una paz justa en Oriente Medio (Hanady Muhiar Muñumer, Matilde Gomis Pérez, Jesús A. Núñez Villaverde). Plataforma 2015 y más, 2012.  978-84-940147-2-7
- Terrorismo internacional en África: la construcción de una amenaza en el Sahel (Jesús A. Núñez Villaverde, Balder Hageraats, Malgorzata Kotomska). Los Libros de la Catarata, 2009.  978-84-8319-410-2
- La seguridad comprometida: nuevos desafíos, amenazas y conflictos armados. (Paz Andrés Sáenz de Santamaría, Xavier Batalla, Oriol Casanovas y La Rosa, Francisco Javier Fernández Buey, José García Montalvo, Caterina García i Segura, Albert Garrido, Rafael Grasa, Mary Kaldor, Josep Joan Moreso, Silvia Morgades Gil, Jesús A. Núñez Villaverde, Pablo Pareja Alcaraz, Ángel José Rodrigo Hernández, Mercé Sala). Tecnos, 2008.  978-84-309-4679-2
- Conflictos en el ámbito internacional: aportaciones para una cultura de paz. (Jesús A. Núñez Villaverde , Isaías Barreñada Bajo). CIDEAL, 2008.  978-84-87082-38-2
- Estrategia de construcción de la paz de la cooperación española para el desarrollo. (Jesús A. Núñez Villaverde, Balder Hageraats). Dirección General de Planificación y Evaluación de Políticas para el Desarrollo, 2008.  978-84-8347-045-9
- Las relaciones de la UE con sus vecinos mediterráneos: entre la frustración y la esperanza. Icaria, 2005.  84-7426-781-1
- La Asociación Euro-Mediterránea: un instrumento al servicio de la paz y la prosperidad. Fundación San Pablo CEU, 2004.  84-96144-29-1
- Redes sociales en Marruecos: la emergencia de la sociedad marroquí.(Jesús A. Núñez Villaverde, Jesús García Luengos, Gloria Angulo, Dulce Mayo Serrano, Isaías Barreñada Bajo). Icaria, 2004.  84-7426-667-X
- The euro-mediterranean partnership: an instrument for peace and prosperity. Madrid : Centro de Estudios de Cooperación al Desarrollo, 2004.  84-96144-42-9
- La política exterior y de cooperación de España hacia el Magreb (1982-1995). (Jesús A. Núñez Villaverde, Miguel Hernando de Larramendi Martínez). Los Libros de la Catarata, 1996.  84-8198-182-6